# Centaurea jaennensis
Centaurea jaennensis là một loài thực vật có hoa trong họ Cúc. Loài này được Degen & Debeaux mô tả khoa học đầu tiên năm 1906.